# Markesan
Markesan ist eine Stadt (mit dem Status „City“) im  Green Lake County im US-amerikanischen Bundesstaat Wisconsin. Im Jahr 2010 hatte Markesan 1476 Einwohner.

## Geografie
Markesan liegt im südöstlichen Zentrum Wisconsins, rund 40 km westsüdwestlich des Lake Winnebago sowie rund 100 km westlich des Michigansees. Die geografischen Koordinaten von Markesan sind 43°42'26" nördlicher Breite und 88°59'24" westlicher Länge. Das Stadtgebiet erstreckt sich über eine Fläche von 6,11 km². 
Nachbarorte von Markesan sind Tuleta Hills (15,7 km nördlich), Green Lake (22,1 km nordnordöstlich), Ripon (25,4 km nordöstlich), Fairwater (13,4 km ostnordöstlich), Waupun (28,7 km ostsüdöstlich), Fox Lake (22,3 km südsüdöstlich), Friesland (18,4 km südsüdwestlich), Kingston (11,9 km westlich), Marquette (16,1 km westnordwestlich) und Green Lake Terrace (14,3 km nordwestlich).
Die nächstgelegenen größeren Städte sind Green Bay am Michigansee (139 km nordöstlich), Wisconsins größte Stadt Milwaukee (134 km südöstlich), Chicago in Illinois (284 km südsüdöstlich), Rockford in Illinois (183 km südlich) und Wisconsins Hauptstadt Madison (91,7 km südsüdwestlich).

## Verkehr
Der Wisconsin State Highway 44 verläuft in Nord-Süd-Richtung durch das Stadtgebiet von Markesan und biegt im Süden der Stadt nach Westen ab. Alle weiteren Straßen sind untergeordnete Landstraßen, teils unbefestigte Fahrwege sowie innerörtliche Verbindungsstraßen.
Die nächsten Flughäfen sind der Dane County Regional Airport in Madison (87,7 km südsüdwestlich) und der Milwaukee Mitchell International Airport in Milwaukee (144 km südöstlich).

## Bevölkerung
Nach der Volkszählung im Jahr 2010 lebten in Markesan 1476 Menschen in 589 Haushalten. Die Bevölkerungsdichte betrug 241,6 Einwohner pro Quadratkilometer. In den 589 Haushalten lebten statistisch je 2,34 Personen. 
Ethnisch betrachtet setzte sich die Bevölkerung zusammen aus 98,1 Prozent Weißen, 0,3 Prozent Afroamerikanern, 0,1 Prozent amerikanischen Ureinwohnern sowie 1,0 Prozent aus anderen ethnischen Gruppen; 0,5 Prozent stammten von zwei oder mehr Ethnien ab. Unabhängig von der ethnischen Zugehörigkeit waren 7,4 Prozent der Bevölkerung spanischer oder lateinamerikanischer Abstammung. 
24,7 Prozent der Bevölkerung waren unter 18 Jahre alt, 49,9 Prozent waren zwischen 18 und 64 und 25,4 Prozent waren 65 Jahre oder älter. 54,4 Prozent der Bevölkerung war weiblich.
Das mittlere jährliche Einkommen eines Haushalts lag bei 37.443 USD. Das Pro-Kopf-Einkommen betrug 20.066 USD. 12,5 Prozent der Einwohner lebten unterhalb der Armutsgrenze.

## Bekannte Bewohner
- Arthur Frank Mathews (1860–1945), Maler – geboren in Markesan
- Walter J. Mathews (1850–1947), Architekt – geboren und aufgewachsen in Markesan